# 居鲁士二世
居鲁士二世（古波斯楔形文字：𐎤𐎢𐎽𐎢𐏁，Kūruš；波斯語：‎；约前600年或前576年—前530年）即居鲁士大帝，中文《新旧约聖經》译为古列，現代中文譯本改譯為塞魯士。他是波斯帝国创建者、阿契美尼德王朝（後世篡位的大流士大帝單方面宣稱其和居魯士大帝都是阿契美尼德家族）第一位国王（前559年—前529年在位）。在他的统治下，帝国不仅囊括了古代近东的所有文明国家，还包括了大部分西南亚，和一部分中亚及高加索地区。他的帝国从西边的赫勒斯滂到东边的印度河，是前所未有的最大帝国。他的称号的全称为大帝，波斯国王，安善国王，米底国王，巴比伦国王，苏美尔和阿卡德国王，四方之王。他还通过居魯士圓柱宣布了可能是历史上第一份重要的人权宣言（大约在公元前539年到530年之间）。
居鲁士大帝在位的时间大约在29到31年间。他首先征服了米底王国，然后是呂底亞王国，紧接着是新巴比倫王國。大约在征服巴比伦前后，他领导了一次到中亚的远征，在远征中摧枯拉朽，“毫无例外的征服了每一个国家”。居鲁士大帝没有机会進入埃及，因为他在公元前530年12月死在了沿锡尔河攻打马萨格泰的战役中。他的儿子冈比西斯二世继承了王位，更在他短暂的统治期间征服了埃及，努比亚和昔兰尼加。

## 生平
居鲁士二世為波斯部落领袖冈比西斯一世之子，其祖父为居鲁士一世。他们部族世代据有埃兰东部和帕尔萨（今法尔斯）之一部，其首领被称安善王。公元前558年领导波斯部落联盟，定都帕赛波里斯，当时波斯还只是米底（瑪代）王國的一个附庸。公元前550年，居鲁士征服他外公阿斯提阿格斯所統治的米底王國，开始使用「米底诸国国王」的称号。继而征服帕提亚。
前546年征服吕底亚和小亚细亚的各希腊城邦。公元前545年至前539年，相继征服德兰吉亚那、马尔吉安那、花剌子模、粟特、巴克特利亚、阿里亚、格多路西亚、萨塔吉底亚、阿拉科西亚、犍陀罗等地；斯基泰人亦告臣服。
公元前539年，居鲁士率波斯大军攻占巴比伦，兼併新巴比倫王國。此时居鲁士的扩张达到了顶峰；巴比伦以西直至埃及边界的许多国家，纷纷自愿归顺波斯人。

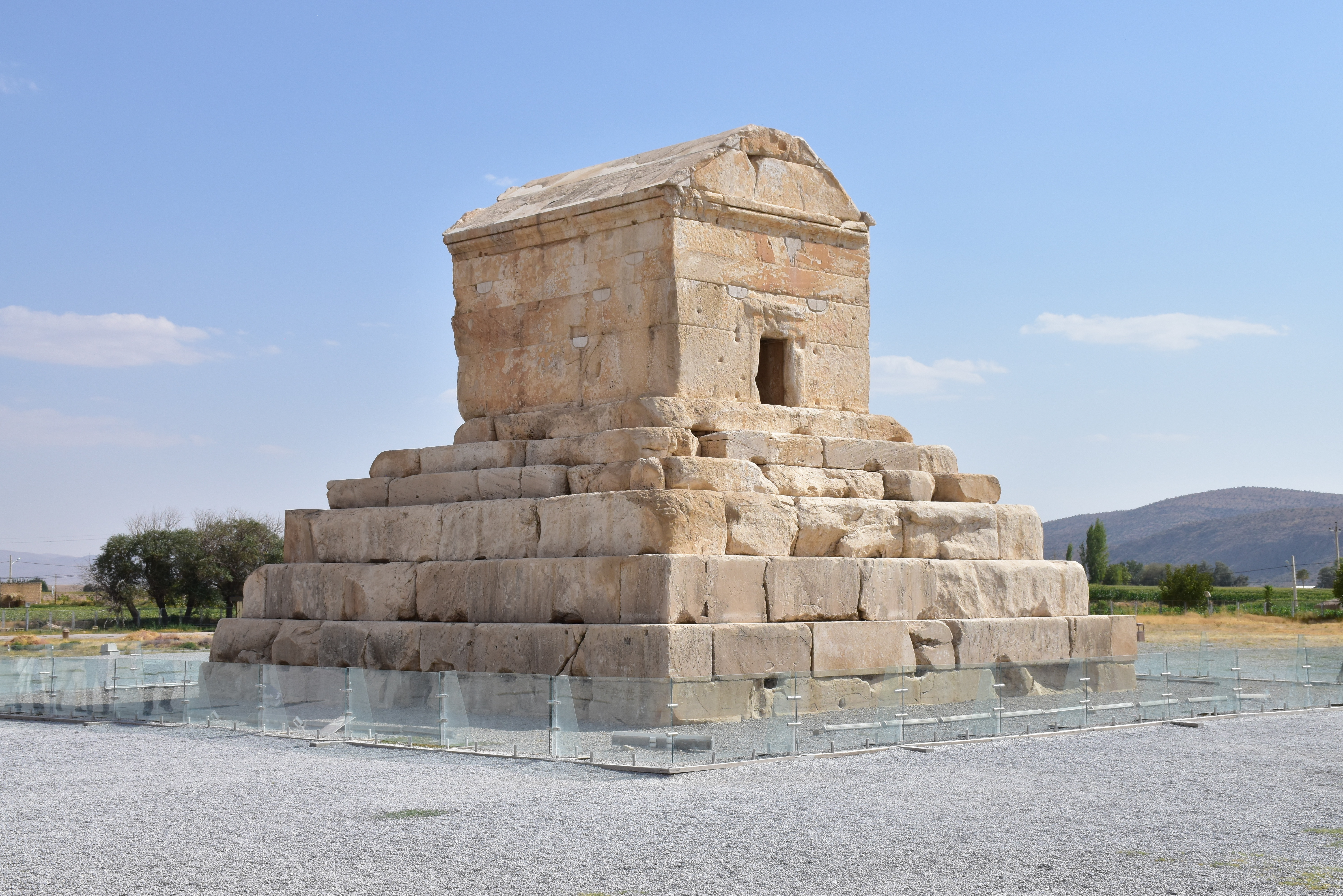
居鲁士大帝之墓，但是遺體已經不存在

居鲁士大帝締造亘古未有的大帝国，巴比伦也成为他的行宫之一，他接受尊号为「巴比伦之王，蘇美爾與阿卡德之王」（四方之王）。由於他採取十分寬容政策對待那些被他征服的國家，與之前的迦勒底王國的高壓統治正好形成對比，因此在波斯帝國統治期間，西亞都得以保持和平狀態，文化藝術得以興盛。希臘史家色诺芬为他写有一部《居鲁士传》。

## 死亡
居魯士於前522年去世，其死亡有多種說法，一說是居鲁士出征中亚的游牧部落马萨革泰人，以計謀殺死其首領斯帕爾迦披西斯王子；不料其母托米麗絲在悲憤之餘，拒絕投降波斯，領軍繼續反抗以為其子報仇，把波斯軍隊殺得死傷慘重，甚至居魯士本人也在這一場戰爭中陣亡。马萨格泰女王找到居鲁士的尸体之後，割下他的头颅，放进盛满血的革囊。她以此实践自己的誓言，让居鲁士“饱饮鲜血”。
然而，其子冈比西斯二世擊敗馬薩革泰人並殺死托米麗絲，而且將居魯士的遺體安葬於帕薩爾加德（今伊朗法爾斯省境內）。
另外一說則是居魯士在首都帕薩爾加德病逝。
帕薩爾加德现留有其大理石陵墓。
卡山德里亞的阿里斯托布魯斯曾应亚历山大大帝之请访问过该墓两次。斯特拉波和阿利安在其著作中都根据阿里斯托布魯斯的见证描述过该墓。

## 聖經中的居魯士
《聖經》中提到，居鲁士二世（按照不同聖經翻譯版本中稱他為古列、塞魯士）下令修复巴比伦、亚述、埃兰以及犹太人的神庙，准许被历代巴比伦国王强行迁至美索不达米亚的人民重返各自的国家。「释放巴比伦囚虏」一事，這件事情卻是應驗了早就記在犹太人所擁有的《聖經》中的預言，在聖經以賽亞書中被稱為公義。由於《聖經》的緣故，居鲁士二世的形象在古代东西方的文学和历史著作中留下了不可磨灭的痕迹。

### 引用
1. ↑  Dandamayev,Muhammad A.,CYRUS iii. Cyrus II The Great （页面存档备份，存于）, Encyclopædia Iranica
2. ↑  (Dandamaev 1989，第71頁)
3. ↑  Xenophon, Anabasis I. IX; see also M. A. Dandamaev "Cyrus II", in Encyclopaedia Iranica.
4. ↑  “塞鲁士”是英文“Cyrus”的对应译音。但C在拉丁文也是[k]的音，所以英文和法文[s]的音是一種訛誤，應該根據希臘文Κύρος只譯古列／居魯士二選一才合乎《聖經》音譯原則
5. ↑  Schmitt Achaemenid dynasty (i. The clan and dynasty)
6. 1 2  Kuhrt, Amélie. . . Routledge. 1995: 647. ISBN 0-415-16762-0.
7. ↑  Cambridge Ancient History IV Chapter 3c. p. 170. The quote is from the Greek historian Herodotus.
8. ↑  Beckwith, Christopher. (2009). Empires of the Silk Road: A History of Central Eurasia from the Bronze Age to the Present. Princeton and Oxford: Princeton University Press. ISBN 978-0-691-13589-2. Page 63.
9. ↑  Cyrus's date of death can be deduced from the last two references to his own reign (a tablet from Borsippa dated to 12 August and the final from Babylon 12 September 530 BC) and the first reference to the reign of his son Cambyses (a tablet from Babylon dated to 31 August and or 4 September), but a undocumented tablet from the city of Kish dates the last official reign of Cyrus to 4 December 530 BC; see R. A. Parker and W. H. Dubberstein, Babylonian Chronology 626 B.C. – A.D. 75, 1971.
10. 1 2 3  孙培良. .  I. 中国大百科全书出版社. 1990. ISBN 7-5000-0262-9.[]
11. ↑  Strabo, Geographica 15.3.7; Arrian, Anabasis Alexandri 6.29

### 书目
现代来源
- Dandamaev, M. A. . Leiden: Brill. 1989: 373. ISBN 90-04-09172-6.
- Schmitt, Rüdiger. .  vol. 3. London: Routledge. 1983. （原始内容存档于2015-12-03）.

## 延伸阅读
- Amelie Kuhrt: Ancient Near Eastern History: The Case of Cyrus the Great of Persia. In: Hugh Godfrey Maturin Williamson: Understanding the History of Ancient Israel. Oxford University Press 2007, ISBN 978-0-19-726401-0, pp. 107–128
- Bickermann, Elias J. . JournaI of Biblical Literature. September 1946, 65 (3): 249–275. doi:10.2307/3262665.
- Dougherty, Raymond Philip. . New Haven: Yale University Press. 1929.
- Drews, Robert. . Journal of Near Eastern Studies. October 1974, 33 (4): 387–393. doi:10.1086/372377.
- Harmatta, J. . Acta Antiquo. 1971, 19: 3–15.
- Lawrence, John M. . Near East Archaeological Society Bulletin. n.s. 1985, 25: 5–28.
- Lawrence, John M. . Near East Archaeological Society Bulletin. n.s. 1982, 19: 27–40.
- Mallowan, Max. . Iran. 1972, 10: 1–17. doi:10.2307/4300460.
- Wiesehöfer, Josef. . Azizeh Azodi, trans. London: I. B. Tauris. 1996. ISBN 1-85043-999-0.
- Jovy, Alexander. . Reading: Garnet Publishing. 2011. ISBN 978-1-85964-281-8.